# Сон Син Мо
Сон Син Мо (кор. 손 승모; нар. 1 липня 1980, Чинджу, Південна провінція Кьонсан, Республіка Корея) — південнокорейський бадмінтоніст, олімпійський медаліст та призер чемпіонату світу.

## Спортивні досягнення
Срібний призер літніх Олімпійських ігор 2004 в Афінах в чоловічому одиночному розряді. 33 місце на літніх Олімпійських іграх 2000 в чоловічому одиночному розряді.
Бронзовий призер чемпіонату світу 2003 року в чоловічому одиночному розряді.